# Basil Liddell Hart
Basil Henry Liddell Hart (1895–1970), também conhecido por Capitão B. H. Liddell Hart, foi um historiador, militar inglês, grande teórico da estratégia.

## Introdução
Considerado por alguns o "Clausewitz do século XX", e, por muitos, a maior autoridade em guerra moderna de seu tempo, o capitão Lidell Hart foi reformado devido a graves ferimentos recebidos em 1916, durante a Primeira Guerra Mundial
Com cerca de 40 obras publicadas, nascido na França, de pais ingleses, exerceu grande influência sobre chefes e pensadores militares de vários países, entre eles o General Heinz Guderian, o idealizador das Grandes Unidades blindadas do exército Alemão.
Estudou com profundidade a história das guerras, nela buscando inspiração e conhecimento para análise das possibilidades de emprego dos novos meios que surgiam, principalmente o avião e o carro de combate, daí tirando conclusões sobre a possível evolução da Arte dos Generais, ou a Estratégia.

## Pensamento militar
Amigo e admirador de J. F. C. Fuller, o maior responsável pela introdução dos blindados no exército britânico, dele divergia no que diz respeito ao emprego da infantaria junto às forças blindadas. Enquanto Fuller advogava que os carros atuariam isolados, Liddell Hart defendia a tese do emprego da infantaria junto a eles (binômio infantaria-carro).
Visualizava a guerra do futuro como uma guerra mecanizada, com operações de forças altamente móveis, e para isto elaborou o primeiro manual da força mecanizada que estava sendo organizada na Inglaterra no final dos anos 20.
Pregava, no que diz respeito à tática, ampla utilização dos ataques noturnos e das ações indiretas, além da máxima mobilidade dos blindados, já citado anteriormente.
Propunha mudanças no conceito de defesa, enfatizando a defesa móvel e o contra-ataque, através do emprego de forças blindadas.
Defendia o fim da conscrição universal e a criação de um exército profissional, pequeno, bem treinado e dotado de equipamentos modernos, aptos para operar em qualquer Teatro de Operações, defendendo os interesses da Inglaterra. A maior parte deste exército, dois terços, seria de unidades blindadas.

## Atuação política
Por ocasião da escalada nazista, procurou alertar seu governo sobre a necessidade de desenvolver um plano de reforma nas Forças Armadas e, principalmente, do exército.
Em 1937, designado assessor do novo Ministro da Guerra, buscou implementar suas ideias, encontrando dificuldades junto ao estado-maior imperial e ao tesouro inglês.
No entanto, o agravamento da situação política europeia (1938) contribuiu para que muitas de suas propostas fossem executadas.

## Resumo do pensamento estratégico
Liddell Hart, em 1937, publicou no Times três artigos que resumiam seu entendimento sobre a estratégia militar naquela época. Sobre tais artigos, o coronel Almerino Raposo diz o seguinte:
"No âmbito da estratégia militar, relembrou o papel histórico da Grâ-Bretanha e sua longa experiência de guerra, traduzida em guerras de riscos limitados, prevalecendo o poder marítimo; propôs o emprego de forças expedicionárias reduzidas; chamou a atenção para o papel que caberia à Grã Bretanha e os riscos que teria que enfrentar, juntamente com a França e o ocidente; sugeria ampla reformulação das Forças Armadas britânicas, dotando-as de grande poder ofensivo para atender à Guerra Moderna; pregava uma estratégia ofensiva-defensiva com doutrina defensiva, eminentemente ativa e móvel, à base de contra-ataques em vários níveis. Sugeriu uma nova doutrina militar, com ênfase para o fortalecimento do poder aéreo e do poder marítimo, predominando no poder terrestre a qualidade sobre a quantidade; as divisões blindadas não deveriam ser lançadas para emprego na França, mas serem mantidas na Inglaterra, como reserva estratégica principal para emprego nos Países Baixos e no oriente próximo".
Essas idéias foram publicadas em 1939 no livro A Defesa da Inglaterra, juntamente com outros estudos. Apesar de tal livro sofrer severas críticas no âmbito nacional e internacional, várias de suas propostas foram executadas, embora um pouco tarde.
Em suas obras posteriores à II GM, defendeu insistentemente a “ação indireta” como a melhor forma de concepção estratégica, seja no âmbito da grande estratégia (estratégia nacional), seja na estratégia militar. Dentre outros motivos argumentava com a inviabilidade do uso dos engenhos atômicos, que teria resultados catastróficos, vindo daí a impossibilidade de usá-los e a necessidade da estratégia indireta.
Crítico de Clausewitz, principalmente no que concerne ao conceito de “busca da batalha decisiva”, Liddell Hart colide, frontalmente, com a opinião de renomados pensadores, entre eles Aron, os quais não se cansam de proclamar os acertos e a permanência das teorias clausewitianas.
Em sua obra “Estratégia”, ainda no dizer do Cel Almerino, não chega ao nível conceitual filosófico, permanecendo nos níveis teórico-doutrinário e doutrinário-operacional e, por isto mesmo, seus estudos pertencem, via de regra, à estratégia militar. No entender de Hart, à estratégia cabe estabelecer os planos de guerra, orientar o desenvolvimento das diferentes campanhas que a compõem e regular as batalhas que serão travadas em cada uma delas. Em sua visão, a estratégia seria um conceito voltado para o preparo e o emprego do Poder Nacional, com ênfase no Poder Militar. Dentre outras ideias, enfatiza que a conduta da guerra deve considerar a situação da paz que se deseja. Se isto não for considerado, aí poderão estar presentes os germes da próxima guerra, e que este risco aumentará caso a guerra seja feita por uma coalizão.

## Publicações
- Paris or the Future of War (1925)
- Scipio Africanus: Greater Than Napoleon (originalmente: A Greater than Napoleon: Scipio Africanus (William Blackwood and Sons, Londres, 1926; Biblio and Tannen, Nova York, 1976)
- Lawn Tennis Masters Unveiled (Arrowsmith, Londres, 1926)
- The Remaking of Modern Armies (John Murray, Londres, 1927)
- Great Captains Unveiled (William Blackwood and Sons, Londres, 1927; Greenhill, Londres, 1989)
- Reputations 10 Years After (Little, Brown, Boston, 1928)
- Sherman: Soldier, Realist, American (Dodd, Mead and Co, Nova York, 1929; Frederick A. Praeger, Nova York, 1960). Publicado no Reino Unido com Sherman, The Genius of the Civil War (Ernest Benn, Londres, 1930)
- The Decisive Wars of History (1929) (Esta é a primeira parte do último: Strategy: The Indirect Approach)
- The Real War 1914–1918 (1930), reprinted as A History of the World War 1914-1918 (1934); mais tarde republicado como History of the First World War (1970).
- Foch: The Man of Orleans (Eyre & Spottiswoode, Londres, 1931)
- The British Way in Warfare (Faber & Faber, Londres, 1932), segunda edição ampliada publicada como When Britain Goes to War (1936)
- The Ghost of Napoleon (Yale University, New Haven, 1934)
- T. E. Lawrence in Arabia and After (Jonathan Cape, Londres, 1934 – online)
- World War I in Outline (1936)
- The Defence of Britain (Faber and Faber, Londres, 1939 (após a guerra alemã contra a Polônia); Greenwood, Westport, 1980). Edição alemã:

Die Verteidigung Gross-Britanniens. Zürich 1939.
- The Current of War, Londres: Hutchinson, 1941
- The Strategy of Indirect Approach (1941, reimpresso em 1942 sob o título: The Way to Win Wars)
- The Way to Win Wars (1942)
- Why Don't We Learn From History?, Londres: George Allen and Unwin, 1944
- The Revolution in Warfare, Londres: Faber and Faber, 1946
- The Other Side of the Hill: Germany's Generals. Their Rise and Fall, with their own Account of Military Events 1939–1945, Londres: Cassel, 1948; edição ampliada e revisada, Delhi: Army Publishers, 1965; pub. nos Estados Unidos como The German Generals Talk: Startling Revelations from Hitler's High Command (1971 ed.). William Morrow. 1948. ISBN 9780688060121
- The Letters of Private Wheeler 1809-1828, (editor), Londres: Michael Joseph, 1951
- "Foreword" to Heinz Guderian's Panzer Leader (Nova York: Da Capo., 1952)
- Strategy, segunda edição revisada, Londres: Faber and Faber, 1954, 1967.
- The Rommel Papers, (editor), 1953
- The Tanks – A History of the Royal Tank Regiment and its Predecessors: Volumes I and II (Praeger, New York, 1959)
- "Prefácio" ao livro de Samuel B. Griffith Sun Tzu: the Art of War (Oxford University Press, Londres, 1963)
- The Memoirs of Captain Liddell Hart: Volumes I and II (Cassell, Londres, 1965)
- History of the Second World War (Londres, Weidenfeld Nicolson, 1970)